# Język bulungan
Język bulungan (a. bolongan) – język austronezyjski używany w prowincji Borneo Północne w Indonezji (kabupaten Bulungan). Według danych szacunkowych z 1990 r. posługuje się nim ponad 35 tys. osób.
W publikacji Ethnologue (wyd. 22, 2019) nie został bliżej sklasyfikowany w ramach języków malajsko-polinezyjskich.
Do lat 80. XX w. język i kultura Bulungan pozostawały praktycznie niepoznane. Pod auspicjami Pusat Pembinaan dan Pengembangan Bahasa sporządzono prace gramatyczne nt. bulungan (1985, 1990)  . W 2008 r. ukazał się skrótowy słownik.